# Xiuladora del Mamberamo
El xiuladora del Mamberamo (Colluricincla obscura) és un ocell de la família dels paquicefàlids (Pachycephalidae).

## Hàbitat i distribució
Habita els boscos de l'illa de Yapen i nord-oest de Nova Guinea.

## Taxonomia
Espècie que ha estat separada de Colluricincla megarhyncha arran els treballs de Marki et al. 2018